# Охтин, Андрей Яковлевич
Андрей Яковлевич Охтин (настоящая фамилия Юров; 1891, Курляндская губерния — 20 января 1938, Москва) — большевик, делегат Всероссийского учредительного собрания, член ВЦИК, дипломат, начальник Главного таможенного управления.

## Биография
Родился в 1891 году в Бауском уезде Курляндской губернии в семье крестьянина Якова Юрова. Получив низшее образование, Андрей Яковлевич стал рабочим. Вступил в РСДРП в 1908 году, примкнув к большевикам.
В 1906 году приговорён судом к смертной казни за участие в вооружённом восстании в Латвии в период Первой русской революции. Приговор в исполнение приведён не был.
После Февральской революции оказался на свободе и в 1917 году стал членом Псковского губернского комитета (губкома) РСДРП(б), а также делегатом II Всероссийского съезда Советов рабочих и солдатских депутатов. Избирался во ВЦИК третьего, четвёртого и пятого созывов. В том же году был избран в члены Учредительного собрания по Псковскому избирательному округу от большевиков (список № 6).
В 1921 году перешёл на дипломатическую службу: заместитель полпреда РСФСР в Монголии (1921—1922), консул СССР в Керман-шахе (Персия, 1923—1925), член Правления Совторгфлота (1926—1927), полпред СССР в Монголии (1927—1933). По возвращении из Монголии, в 1937 году, назначен начальником Главного таможенного управления Наркомата внешней торговли СССР. Проживал в Москве на улице Каляевской.
Был арестован в ноябре 1937 года (одновременно по обвинению во вредительстве были арестованы два его заместителя) и приговорён Военной коллегией Верховного суда СССР к расстрелу «за участие в контрреволюционной организации». Приговор был приведён в исполнение 20 января 1938 года. Реабилитирован в 1956 году.
Был награждён орденом Красного Знамени Монгольской Народной Республики.